# Musikåret 1939

## Händelser

### Maj
- 23 maj – Lars-Erik Larssons Pastoralsvit uruppförs vid en radiokonsert i Sveriges Radio[1].

### Okänt datum
- I Sverige får Hugo Hammarström tillstånd att starta "Stockholms folkskolor sångklasser" i Adolf Fredriks skola. Det börjar med två klasser, "sångavdelningar", i folkskolans årskurs 3.
- Svenska skivmärket Resia slutar säljas.[2]
- Svenska skivbolaget Toni upphör efter årets slut med inspelningar.[3]

## Årets singlar och hitlåtar
Vänligen sortera soloartister på efternamn, musikgrupper på förstabokstaven (utan engelskans "The" och "A")
- Johnny Bode – I Mexikos land (South of the Border)[4]
- Harry Brandelius - Inga stora, bevingade ord[5]
- Edvard Persson – Jag har bott vid en landsväg
- Edvard Persson – Kalle på Spången

## Födda
- 19 januari – Phil Everly, amerikansk musiker, medlem i duon The Everly Brothers.
- 20 februari – Leo Nilsson, svensk tonsättare, pianist och organist.
- 1 mars – Leo Brouwer, kubansk tonsättare och dirigent.
- 21 mars – Christer Boustedt, svensk musiker och skådespelare.
- 2 april – Marvin Gaye, amerikansk blues- och R&B-sångare.
- 16 april – Dusty Springfield, amerikansk sångare.
- 5 maj – Paul Pignon, brittisk-svensk tonsättare och artist.
- 19 juni
  - Inger Axö, svensk skådespelare och sångare.
  - Yvonne Axö, svensk skådespelare och sångare.
- 10 juli – Jonny Blanc, svensk opera- och operettsångare (tenor).
- 11 juli – Johnny Grandert, svensk kompositör, musiker och bildkonstnär.
- 16 juli – Ákos Rózmann, ungersk-svensk tonsättare och organist.
- 20 augusti – John Peel, brittisk musikproducent och radioman.
- 1 september – Carl-Axel Dominique, svensk kompositör och musiker.
- 13 september – Arleen Augér, amerikansk operasångare (sopran).
- 18 september – Roland Forsberg, svensk kyrkomusiker och tonsättare.
- 29 september – Isabel Parra, chilensk folkmusiker.
- 30 september – Sven-Olof Petersson, svensk musiker (saxofon), medlem i Sven-Ingvars 1962–86.
- 23 november – Betty Everett, amerikansk sångare.
- 26 november – Tina Turner, amerikansk sångare.
- 11 december – Inger Wikström, svensk pianist, tonsättare och dirigent.

## Avlidna
- 20 januari – Gunnar Jeanson, 40, svensk musikforskare och skriftställare.
- 11 februari – Franz Schmidt, 64, österrikisk-ungersk tonsättare.
- 17 april – Ludwig Herzer, 67, österrikisk librettist.
- 4 november – Charles Tournemire, 69, fransk tonsättare och organist.
- 22 december – Ma Rainey, 53, amerikansk sångare, kompositör och textförfattare.

### Fotnoter
1. ↑  100 år med Aftonbladet – 1939, 1999
2. ↑  ”78:or & film”. Arkiverad från originalet den 15 april 2019. https://web.archive.org/web/20190415201701/http://musiknostalgi.atspace.cc/resia.htm. Läst 3 juni 2011.
3. ↑  ”78:or & film”. Arkiverad från originalet den 4 september 2019. https://web.archive.org/web/20190904181156/http://musiknostalgi.atspace.cc/toni.htm. Läst 3 juni 2011.
4. ↑  ”Svensk mediedatabas”. http://smdb.kb.se/catalog/id/002068893. Läst 22 mars 2011.
5. ↑  ”Svensk mediedatabas”. http://smdb.kb.se/catalog/id/000095517. Läst 23 mars 2011.